# ولاية فيراكروز
هي إحدى ولايات المكسيك، تقع في الجزء الشرقي من البلاد، بين 17 ° 10 'و 22 ° 38' خط العرض شمالا و 93 ° 55 'و 98 ° 38' خط الطول غربا. يمتد البر الرئيسي 72 815 كم مربع والجزر تحتل مساحة 58 كم مربع. محاط بسبع ولايات أخرى من شمال تاماوليباس، من الجنوب ولاية أواكساكا وولاية تشياباس من الجنوب ولاية تاباسكو من الغرب ولاية بويبلا، ولاية هيدالغو، ولاية سان لويس بوتوسي. من الشرق يوجد خليج المكسيك.
تجمع ولاية فيراكروز حوالي 7,000,000 نسمة في عام 2000، وزعت في 212 بلدية، عاصتها جالابا وليس المدينة التي تحمل الاسم نفسه فيراكروز هي أكبر مدينة في ولاية فيراكروز في المكسيك، وتقع 102 كم من خالابا، عاصمة الولاية.

## أعلام
- ألفرد برنارد لاو
- والتر إتش ستيفنز
- لويس ميغيل
- إدواردو سانتامارينا
- آنا دي لا ريغيورا
- جون رايلي
- رافاييل دومينغيز
- مالوما
- روفينو تامايو